# Dalsjöfors GoIF
Dalsjöfors GoIF startades 1925 och är en svensk idrottsförening i Dalsjöfors, 10 kilometer sydost om Borås. Föreningen har en stor fotbollsverksamhet för ungdomar. Klubbens herrlag spelar i division 4 (2020), medan damlaget 2010 efter flera säsonger i Sveriges andradivision kvalificerade sig för Allsvenskan 2011. Den säsongen var ett fiasko och de åkte ur tillbaka till ettan. I samband med det här så blev ekonomin allt mer ansträngd, vilket till slut fick konsekvensen att hela föreningen gick i konkurs 2012. Kort därefter startades föreningen om, då utan en damelitsatsning, med en fortsatt verksamhet med fokus på ungdomsidrott. Klubben är en flersektioners förening med verksamheter inom andra idrotter, såsom skidåkning, boule, orientering och gymnastik.